# رابیسو
در افسانه‌های اکدی، رابیسو ("کمین کننده ") یا احتمالاً راباسا، روان‌های اهریمنی خون‌آشام‌مانند یا دیوهایی هستند که همیشه در ورودی خانه‌ها هستند و در گوشه‌های تاریک پنهان می‌شوند و در کمین برای حمله به مردم هستند. گفته می‌شود که نمک خالص دریا می‌تواند آنها را منع کند زیرا نمک نشان از زندگی فساد ناپذیر دارد (نمک را به خوراک‌ها می‌زدند که فاسد نشود، و همچنین زندگی نخستین بار از دریا زاده شد). در دوزخ، رابیسوها در بیابان آنگویش زندگی می‌کنند، و هنگامی که روان‌های تازه از جاده استخوان به شهر مردگان می‌روند، به آنها حمله می‌کنند.
در کتاب دین بابل و آشور نوشته تئوفیلوس پینچز رابیسوها به عنوان «متصرف کنندگان» توصیف می‌شوند که «در انتظار طعمه اش است.»
در کتاب مردگان سیمون، که آمیزه‌ای از افسانه‌های سومری است، رابیسو به عنوان اهریمن باستان توصیف شده‌است. در این کتاب در مورد مردوک خدای که به مبارزه با تیامات، کینگو و آزاگ-توث می‌رود حرف زده می‌شود. از میان پنجاه نام مردوک نام ششم او ناریلوگگالدیممرانکیا (Nariluggaldimmerankia)است. گفته می‌شود ناریلوگگالدیممرانکیا جانشین فرمانده اهریمن‌های باد و دشمن رابیسو و همه ماسکیم‌هایی که انسانها را آزار می‌دهند است. گفته می‌شود نام هفتم مردوک ، آسارولودو، با استفاده از واژه مقدس بانماسکیم، تمام ماسکیم‌ها و رابیسوها را براند.